# Carl Wilhelm Petersén
Carl Wilhelm Petersén   (Estocolm, 28 de març de 1884 - San Diego, 3 d'octubre de 1973) va ser un jugador de cúrling suec, que va competir a començaments del segle xx. El 1924 va prendre part en els Jocs Olímpics de Chamonix, on guanyà la medalla de plata en la competició de cúrling. Posteriorment es va traslladar als Estats Units i va morir a San Diego, Califòrnia.